# Wally Straughn
Wally Straughn (sinh năm 1957) là một chính khách người Mỹ, từng là thành viên đảng Dân chủ của Hạ viện Arizona từ năm 2003 đến năm 2005.
Một cựu binh Hải quân Hoa Kỳ từng phục vụ trong Chiến tranh Việt Nam, ông được bầu lần đầu trong cuộc bầu cử năm 2002 với tư cách là thành viên của Đảng Dân chủ. Ông phục vụ trong các vấn đề thương mại và quân sự, các tổ chức công và hạt, và các ủy ban tư pháp của cơ quan lập pháp trong nhiệm kỳ của mình. Công khai là người đồng tính, ông là người thẳng thắn ủng hộ các nỗ lực hợp pháp hóa hôn nhân đồng giới ở Arizona.
Straughn đã bị đánh bại trong cuộc bầu cử sơ bộ năm 2004 bởi Kyrsten Sinema và David Lujan, và đã không trở lại chính trường được bầu sau đó.